# Swiss Indoors 2018
Swiss Indoors 2018 — тенісний турнір, що проходив на кортах з твердим покриттям у місті Базель, Швейцарія з 22 жовтня. Належав до категорії ATP World Tour 500.

## Фінальна частина

### Одиночний розряд
Роджер Федерер —  Маріус Копіл 7–6(7–5), 6–4

### Парний розряд
Домінік Інглот /  Франко Шкугор —  Александр Зверєв /  Міша Зверєв 6–2, 7–5